# آلدو بایتو
آلدو بایتو (ایتالیایی: Aldo Baito; ۴ ژانویهٔ ۱۹۲۰ – ۲۰ دسامبر ۲۰۱۵) دوچرخه‌سوار اهل ایتالیا بود.